# Liste des lieux-dits du comté de Charlotte
Voici la liste des hameaux et lieux-dits du comté de Charlotte. Cette liste est destinée à accueillir tous les lieux-dits, hameaux et quartiers du comté de Charlotte, au Nouveau-Brunswick, de manière à les situer dans leur municipalités respectives. Les archives provinciales du Nouveau-Brunswick recensent 326 lieux, auxquels s'ajoutent quelques-uns recensés par des chercheurs comme William Francis Ganong.
- Haut – A
- B
- C
- D
- E
- F
- G
- H
- I
- J
- K
- L
- M
- N
- O
- P
- Q
- R
- S
- T
- U
- V
- W
- X
- Y
- Z

| Nom                   | Gouvernement local                                | Localisation | Type                                             |
| --------------------- | ------------------------------------------------- | ------------ | ------------------------------------------------ |
| Adam Island           | Paroisse de West Isles                            |              | Hameau                                           |
| Ames Road             | Paroisse de Saint-James                           |              | Autre nom de Weeks Road                          |
| Anderson Settlement   | Paroisse de Saint-James                           |              | Regroupé à Meredith Settlement                   |
| Andersonville         | Paroisse de Saint-James                           |              | Hameau                                           |
| Back Bay              | Paroisse de Saint-George                          |              | Hameau                                           |
| Back Clarendon        | Paroisse de Clarendon                             |              | Hameau                                           |
| Back Road             | Paroisse de Saint-David                           |              | Regroupé à Bay Road                              |
| Baillie               | Paroisse de Saint-James                           |              | Hameau                                           |
| Bar Road              | Chamcook                                          |              | Hameau                                           |
| Barber Dam            | Paroisse de Saint-James                           |              | Village fantôme                                  |
| Barr Island District  | Paroisse de West Isles                            |              | Hameau                                           |
| Barter Settlement     | Paroisse de Saint-Stephen                         |              | Hameau                                           |
| Bartlett              | Paroisse de Sainte-Croix                          |              | Ancienne gare                                    |
| Bartlett Mills        | Paroisse de Sainte-Croix                          |              | Hameau                                           |
| Basswood Ridge        | Paroisse de Saint-James                           |              | Hameau                                           |
| Bay Road              | Paroisse de Saint-David                           |              | Hameau                                           |
| Bayside               | -                                                 |              | District de services locaux                      |
| Beaconsfield          | Paroisse de Saint-James                           |              | Hameau                                           |
| Beans Island          | Paroisse de West Isles                            |              | Hameau                                           |
| Beaver Harbour        | -                                                 |              | District de services locaux                      |
| Belle View            | Beaver Harbour                                    |              | Autre nom de Beaver Harbour                      |
| Benson Corner         | Paroisse de Saint-David                           |              | Hameau                                           |
| Bethel                | Paroisse de Saint-Patrick                         |              | Hameau                                           |
| Birch Hill Settlement | Paroisse de Clarendon                             |              | Regroupé à Back Clarendon                        |
| Blackland             | Paroisse de Saint-Stephen                         |              | Hameau                                           |
| Blacks Harbour        | -                                                 |              | Village                                          |
| Bliss Island          | Paroisse de Saint-George                          |              | Hameau                                           |
| Bocabec               | Paroisse de Saint-Patrick                         |              | Hameau                                           |
| Bocabec Cove          | Paroisse de Saint-Patrick                         |              | Hameau                                           |
| Bocabec Ridge         | Paroisse de Saint-Patrick                         |              | Autre nom de Kerrs Ridge                         |
| Bonny River           | Bonny River-Second Falls                          |              | Hameau                                           |
| Bowery                | Paroisse de Saint-James                           |              | ?                                                |
| Breadalbane           | Paroisse de Saint-George                          |              | ?                                                |
| Îles Brothers         | Paroisse de Lepreau                               |              | Ancien nom des îles Salkelds, autrefois peuplées |
| Brunswick Junction    | Paroisse de Sainte-Croix et paroisse de Dumbarton |              | Ancien point ferroviaire                         |
| Burns                 | Paroisse de Saint-Patrick                         |              | ?                                                |
| Burnt Hill            | Paroisse de Saint-Stephen                         |              | Hameau                                           |
|                       |                                                   |              |                                                  |
|                       |                                                   |              |                                                  |
|                       |                                                   |              |                                                  |
|                       |                                                   |              |                                                  |
|                       |                                                   |              |                                                  |
|                       |                                                   |              |                                                  |
|                       |                                                   |              |                                                  |
|                       |                                                   |              |                                                  |
|                       |                                                   |              |                                                  |
|                       |                                                   |              |                                                  |
|                       |                                                   |              |                                                  |
|                       |                                                   |              |                                                  |
|                       |                                                   |              |                                                  |
|                       |                                                   |              |                                                  |
|                       |                                                   |              |                                                  |
|                       |                                                   |              |                                                  |
|                       |                                                   |              |                                                  |
|                       |                                                   |              |                                                  |
|                       |                                                   |              |                                                  |
|                       |                                                   |              |                                                  |
|                       |                                                   |              |                                                  |